# 오바뉴

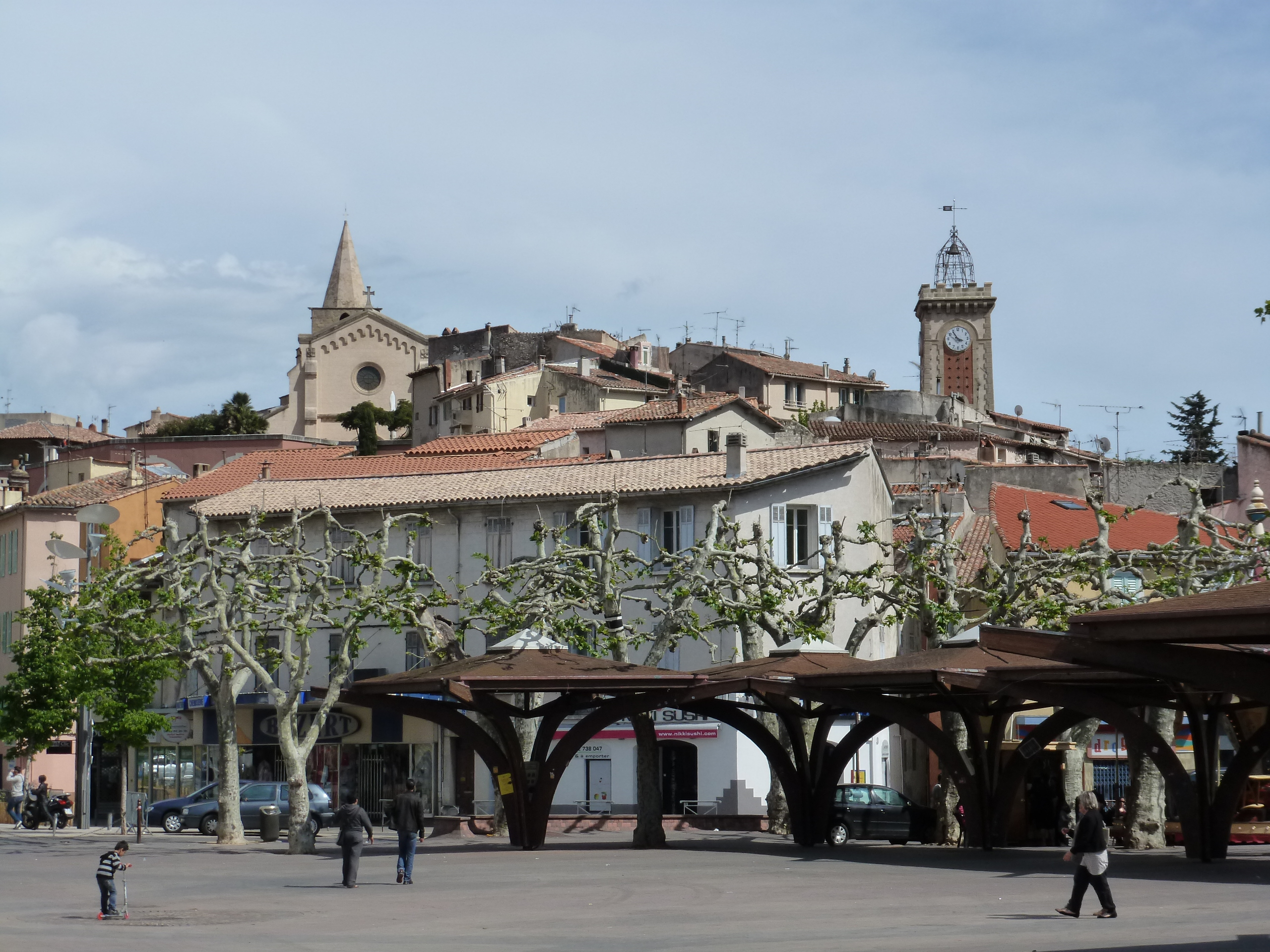
오바뉴

오바뉴(프랑스어: Aubagne)는 프랑스 남부 프로방스알프코트다쥐르 부슈뒤론주에 위치한 도시로 면적은 54.9km2, 인구는 46,423명(2010년 기준), 인구 밀도는 850명/km2이다.

시 문장

## 인구
| 연도 | 인구   | ±%    |
| ---- | ------ | ----- |
| 2006 | 44,682 | —     |
| 2007 | 44,804 | +0.3% |
| 2008 | 46,093 | +2.9% |
| 2009 | 46,568 | +1.0% |
| 2010 | 46,423 | −0.3% |
| 2011 | 45,800 | −1.3% |
| 2012 | 45,243 | −1.2% |
| 2013 | 45,303 | +0.1% |
| 2014 | 45,128 | −0.4% |
| 2015 | 45,410 | +0.6% |
| 2016 | 45,290 | −0.3% |

## 같이 보기
- 부슈뒤론주의 코뮌 목록